# DJ Magazine
DJ Magazine, o più semplicemente DJ Mag, è una rivista mensile dedicata alla musica elettronica (EDM) ed ai DJ di tutto il mondo.

## Storia
La rivista iniziò ad essere pubblicata il 31 gennaio 1991 ed oltre alla versione inglese è anche tradotta in portoghese, polacco, ucraino, lituano, bulgaro e cinese. La rivista è stata designata come "la più grande rivista di musica dance di vendita" ed attualmente vende 27 750 copie con una tiratura complessiva di 32 250 copie (con 5 000 copie date liberamente). In Italia Dj Mag è disponibile come magazine online con articoli per lo più originali.
Nel gennaio 2008, la rivista ha creato il "DJ Blackbook", una banca dati di DJ, produttori e promoter con oltre 10 000 contatti, rendendolo disponibile in versione cartacea e web.

## Top 100 DJ Mag
La rivista pubblica annualmente due classifiche "Top 100", una per i DJ e una per le discoteche. La classifica dei DJ è basata sui voti del pubblico, mentre la classifica delle discoteche è votata dai DJ stessi. Il sondaggio è abbastanza importante per il settore dei DJ, i quali, a volte, tentano di "barare" per cercare di raggiungere la posizione più alta, così è stata formata una collaborazione con Trackitdown.net per il sondaggio del 2008, dicendo: "Grazie all'offerta di un brano scaricabile gratuitamente a ciascun elettore dal nostro catalogo di 350 000 titoli da oltre 10 000 etichette, siamo in grado di dimostrare come sia facile trovare la tua musica elettronica preferita legalmente".'
Le più importanti case discografiche o etichette musicali (come per esempio la Spinnin' Records) nelle settimane precedenti all'inizio dei voti creano degli spot atti a sponsorizzare i propri artisti, pubblicandoli principalmente sul canale YouTube o sui propri profili social. Esistono numerose classifiche ufficiali, come quella mensile stilata da Beatport o quella annuale di 1001Tracklist, ma quella di DJ Magazine è la più prestigiosa nel panorama della musica elettronica.

## Premi
- IDMA Best Music Publication 2003[3]
- IDMA Best Music Publication 2004[4]
- IDMA Best Music Publication 2005[5]
- IDMA Best Music Publication 2006[6]
- IDMA Best Music Publication 2007[7]
- IDMA Best Music Publication 2008[8]
- IDMA Best Music Publication 2009[9]
- IDMA Best Music Publication 2010[10]
- IDMA Best Music Publication 2011
- IDMA Best Music Publication 2012
- IDMA Best Music Publication 2013
- IDMA Best Music Publication 2014
- IDMA Best Music Publication 2015

## Top 5 DJ
Di seguito vengono riportati i risultati di tutti i DJ vincitori e di coloro che sono entrati nella Top 5.
| DJ                        | 1997 | 1998 | 1999 | 2000 | 2001 | 2002 | 2003 | 2004 | 2005 | 2006 | 2007 | 2008 | 2009 | 2010 | 2011 | 2012 | 2013 | 2014 | 2015 | 2016 | 2017 | 2018 | 2019 | 2020 | 2021 | 2022 | 2023 | 2024 |
| ------------------------- | ---- | ---- | ---- | ---- | ---- | ---- | ---- | ---- | ---- | ---- | ---- | ---- | ---- | ---- | ---- | ---- | ---- | ---- | ---- | ---- | ---- | ---- | ---- | ---- | ---- | ---- | ---- | ---- |
| Carl Cox                  | 1    | 2    | 2    | 5    | 7    | 8    | 7    | 11   | 10   | 11   | 7    | 12   | 18   | 22   | 31   | 45   | 46   | 59   | 63   | 74   | 62   | 53   | 35   | 34   | 27   | 22   | 26   | 31   |
| Paul Oakenfold            | 2    | 1    | 1    | 2    | 5    | 6    | 8    | 9    | 11   | 14   | 12   | 14   | 23   | 51   | 69   | 69   | 92   | -    | -    | -    | -    | -    | -    | -    | -    | -    | -    | -    |
| Sasha                     | 3    | 5    | 3    | 1    | 2    | 2    | 4    | 4    | 4    | 7    | 5    | 7    | 13   | 27   | 63   | -    | -    | -    | -    | -    | -    | -    | -    | -    | -    | -    | -    | -    |
| Judge Jules               | 4    | 3    | 4    | 6    | 11   | 7    | 9    | 14   | 15   | 16   | 21   | 32   | 44   | 18   | 67   | -    | -    | -    | -    | -    | -    | -    | -    | -    | -    | -    | -    | -    |
| Tony De Vit               | 5    | 12   | -    | -    | -    | -    | -    | -    | -    | -    | -    | -    | -    | -    | -    | -    | -    | -    | -    | -    | -    | -    | -    | -    | -    | -    | -    | -    |
| Pete Tong                 | 6    | 4    | 11   | 21   | 35   | 25   | 25   | 46   | 49   | 57   | 39   | 78   | 83   | 85   | -    | -    | -    | -    | -    | -    | -    | -    | -    | -    | -    | -    | -    | -    |
| John Digweed              | 12   | 7    | 6    | 3    | 1    | 3    | 5    | 8    | 6    | 8    | 3    | 9    | 17   | 29   | 55   | 98   | -    | -    | -    | -    | -    | -    | -    | -    | -    | -    | -    | -    |
| Paul van Dyk              | 42   | 6    | 5    | 4    | 4    | 4    | 2    | 2    | 1    | 1    | 4    | 3    | 5    | 6    | 11   | 16   | 32   | 38   | 41   | 60   | 51   | 55   | 87   | 50   | 41   | 38   | 45   | 37   |
| Danny Tenaglia            | -    | 13   | 8    | 7    | 3    | 10   | 18   | 40   | 34   | 58   | 43   | 47   | -    | -    | -    | -    | -    | -    | -    | -    | -    | -    | -    | -    | -    | -    | -    | -    |
| Ferry Corsten             | -    | -    | 77   | 22   | 19   | 9    | 6    | 5    | 5    | 6    | 8    | 6    | 7    | 9    | 18   | 22   | 42   | 91   | 85   | 99   | 90   | 75   | 59   | 53   | 57   | 87   | 89   | 80   |
| Tiësto                    | -    | -    | -    | 24   | 6    | 1    | 1    | 1    | 2    | 3    | 2    | 2    | 2    | 3    | 3    | 2    | 4    | 5    | 5    | 5    | 5    | 6    | 8    | 16   | 15   | 15   | 23   | 23   |
| Armin van Buuren          | -    | -    | -    | -    | 27   | 5    | 3    | 3    | 3    | 2    | 1    | 1    | 1    | 1    | 2    | 1    | 2    | 3    | 4    | 4    | 3    | 4    | 4    | 4    | 3    | 5    | 5    | 6    |
| Christopher Lawrence      | -    | -    | -    | -    | 44   | 52   | 35   | 7    | 14   | 4    | -    | -    | 40   | -    | -    | -    | -    | -    | -    | -    | -    | -    | -    | -    | -    | -    | -    | -    |
| DJ Dan                    | -    | -    | -    | 94   | 46   | -    | -    | 24   | 24   | 5    | -    | -    | -    | -    | -    | -    | -    | -    | -    | -    | -    | -    | -    | -    | -    | -    | -    | -    |
| Above & Beyond            | -    | -    | -    | -    | -    | -    | -    | 39   | 19   | 9    | 6    | 4    | 4    | 5    | 5    | 8    | 17   | 25   | 29   | 47   | 27   | 51   | 22   | 19   | 21   | 30   | 40   | 53   |
| David Guetta              | -    | -    | -    | -    | -    | -    | -    | -    | 39   | 31   | 10   | 5    | 3    | 2    | 1    | 4    | 5    | 7    | 6    | 6    | 7    | 5    | 3    | 1    | 1    | 2    | 1    | 2    |
| deadmau5                  | -    | -    | -    | -    | -    | -    | -    | -    | -    | -    | -    | 11   | 6    | 4    | 4    | 5    | 12   | 16   | 25   | 31   | 49   | 59   | 71   | 64   | 52   | 65   | 65   | 67   |
| Avicii                    | -    | -    | -    | -    | -    | -    | -    | -    | -    | -    | -    | -    | -    | 39   | 6    | 3    | 3    | 6    | 7    | 11   | 28   | 15   | -    | -    | -    | -    | -    | -    |
| Hardwell                  | -    | -    | -    | -    | -    | -    | -    | -    | -    | -    | -    | -    | -    | -    | 24   | 6    | 1    | 1    | 2    | 3    | 4    | 3    | 12   | 17   | -    | 43   | 37   | 11   |
| Dimitri Vegas & Like Mike | -    | -    | -    | -    | -    | -    | -    | -    | -    | -    | -    | -    | -    | -    | -    | 38   | 6    | 2    | 1    | 2    | 2    | 2    | 1    | 2    | 5    | 3    | 2    | 3    |
| Martin Garrix             | -    | -    | -    | -    | -    | -    | -    | -    | -    | -    | -    | -    | -    | -    | -    | -    | 40   | 4    | 3    | 1    | 1    | 1    | 2    | 3    | 2    | 1    | 3    | 1    |
| Marshmello                | -    | -    | -    | -    | -    | -    | -    | -    | -    | -    | -    | -    | -    | -    | -    | -    | -    | -    | -    | 28   | 10   | 10   | 5    | 11   | 13   | 26   | 35   | 34   |
| ALOK                      | -    | -    | -    | -    | -    | -    | -    | -    | -    | -    | -    | -    | -    | -    | -    | -    | -    | -    | 44   | 25   | 19   | 13   | 11   | 5    | 4    | 4    | 4    | 4    |
| Timmy Trumpet             | -    | -    | -    | -    | -    | -    | -    | -    | -    | -    | -    | -    | -    | -    | -    | -    | -    | -    | -    | 75   | 43   | 33   | 13   | 10   | 9    | 8    | 6    | 5    |

### Paesi al numero 1
| Paese       | #  |
| ----------- | -- |
| Paesi Bassi | 15 |
| Regno Unito | 5  |
| Francia     | 4  |
| Germania    | 2  |
| Belgio      | 2  |